# Glendaruel
Glendaruel, schottisch-gälisch Gleann Dà Ruadhail, ist ein Tal in der schottischen Council Area Argyll and Bute. Es zieht sich in Nord-Süd-Richtung über die dünn besiedelte Halbinsel Cowal. Innerhalb des Tals befinden sich verschiedene denkmalgeschützte Bauwerke. So ist von Ormidale House die Sonnenuhr in die höchste schottische Denkmalkategorie A einsortiert. Ebenso die aus dem Jahre 1815 stammende Dunans Bridge über den Ruel, der Hauptzufahrt zu Dunans Castle.

## Geographie
Beginnend im Norden verläuft Glendaruel zunächst für zwei Kilometer in südöstlicher Richtung, dreht dann jedoch Richtung Südwesten ab und folgt dieser Richtung für zehn Kilometer. Die letzten fünf Kilometer verlaufen dann wieder in südöstlicher Richtung. Glendaruel endet am Kopf von Loch Riddon, einem Nebenarm der Kyles of Bute. Über eine Länge von 15 Kilometern durchfließt der namensgebende Ruel das Tal. Mit der A886 verläuft die bedeutendste Straße der Halbinsel auf gesamter Länge durch das Tal. Innerhalb des Tals befinden sich keine größeren Ortschaften. Die größte von ihnen ist die kleine Streusiedlung Clachan of Glendaruel.